# استبدال محب للإلكترون
الاستبدال المحب للإلكترون (بالإنجليزية: Nucleophile) هو تفاعل كيميائي يحل فيه كاشف محب للإلكترون (إلكتروفيل) محل مجموعة وظيفية في مركب عضوي. يعد هذا التفاعل مميزاً للمركبات العطرية، ويعد وسيلة مهمة لإضافة المستبدلات على حلقة البنزين.

## الاستبدال العطري المحب للإلكترونات
وهو تفاعل يحدث على المركبات العطرية؛ ومن أمثلتها النترتة والهلجنة والسلفنة العطرية، وكذلك تفاعل فريدل-كرافتس (الألكلة والأسيلة).

## الاستبدال الأليفاتي المحب للإلكترونات
وهو تفاعل يحدث على المركبات الأليفاتية، ومن أمثلتها النترزة وهلجنة الكيتون وصنوية كيتو-إينول وكذلك إضافة الكربين إلى الرابطة C-H.